# Regiões da Guiné-Bissau
A Guiné-Bissau está dividida em 8 regiões (singular: região, plural: regiões) e 1 (setor autónomo).
| Código ISO | Nome    |
| ---------- | ------- |
| GW-BA      | Bafatá  |
| GW-BM      | Biombo  |
| GW-BS      | Bissau* |
| GW-BL      | Bolama  |
| GW-CA      | Cacheu  |
| GW-GA      | Gabu    |
| GW-OI      | Oio     |
| GW-QU      | Quinara |
| GW-TU      | Tombali |

* setor autônomo

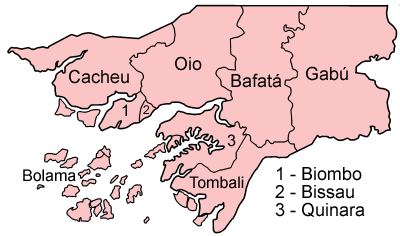
Mapa das regiões da Guiné-Bissau

As regiões estão listadas abaixo (com as capitais em parênteses):
- Região Bafatá (Bafatá)
- Região Biombo (Quinhámel)
- Região Bissau (Bissau) (setor autónomo)
- Região Bolama (Bolama)
- Região Cacheu (Cacheu)
- Região Gabu (Gabú)
- Região Oio (Farim)
- Região Quinara (Buba)
- Região Tombali (Catió)

As regiões são subdivididas em 37 setores.